# Pseudomiza ctenogyna
Pseudomiza ctenogyna är en fjärilsart som beskrevs av Louis Beethoven Prout 1916. Pseudomiza ctenogyna ingår i släktet Pseudomiza och familjen mätare. Inga underarter finns listade.